# Plaid Cymru
Plaid Cymru [plaɪd ˈkəmri] (Partidul Țării Galilor) este un partid politic din Țara Galilor care militează pentru independența acestei provincii. 